# Europ Decor (equip ciclista)
L'equip Europ Decor o Europdecor, va ser un equip ciclista belga que competí professionalment entre el 1982 i el 1984.

## Principals resultats
- E3 Harelbeke: Jan Bogaert (1982)
- Scheldeprijs: Jan Bogaert (1983)
- Gran Premi de Valònia: Frank Hoste (1984)
- Gran Premi Pino Cerami: Gerrie Knetemann (1984)

### A les grans voltes
- Volta a Espanya
  - 0 participació
  - 0 victòria d'etapa:

- Tour de França
  - 1 participació (1984)
  - 4 victòria d'etapa:
    - 4 al 1984: Frank Hoste (3), Fons De Wolf

  - 1 classificacions secundàries:
    - Classificació per punts: Frank Hoste (1984)

- Giro d'Itàlia
  - 1 participació (1983)
  - 1 victòria d'etapa:
    - 1 al 1983: Frank Hoste